# 股旅 三人やくざ
『股旅 三人やくざ』（またたびさんにんやくざ）は、1965年5月22日に東映が公開した、第一話秋の章（中村錦之介主演）、第二話冬の章（仲代達矢主演）、第三話春の章（松方弘樹主演）の全3章からなる、オムニバス股旅時代劇。

## スタッフ
- 企画：小川三喜雄、三村敬三
- 監督：沢島忠
- 脚本：笠原和夫(第1部)、野上龍雄(第2部)、中島貞夫(第3部)
- 撮影：古谷伸
- 美術：井川徳道
- 音楽：佐藤勝
- 編集：河合勝巳
- 擬斗 : 足立伶二郎[5]
- 助監督 : 篠塚正秀[5]

## 配役

### 春の章
- 中村錦之助 : 風の久太郎
- 入江若葉 : おふみ
- 山田人志 : 堪助
- 遠藤辰雄 : 三右衛門
- 汐路章 : 鍛冶安
- 中村時之介 : 鎌市
- 矢野宣 : 徳松
- 江木健二 : 今朝吉
- 江原真二郎 : 木枯らしの仙三
- 加藤武 : 鬼の半兵衛
- 世羅豊 : 小者

### 秋の章

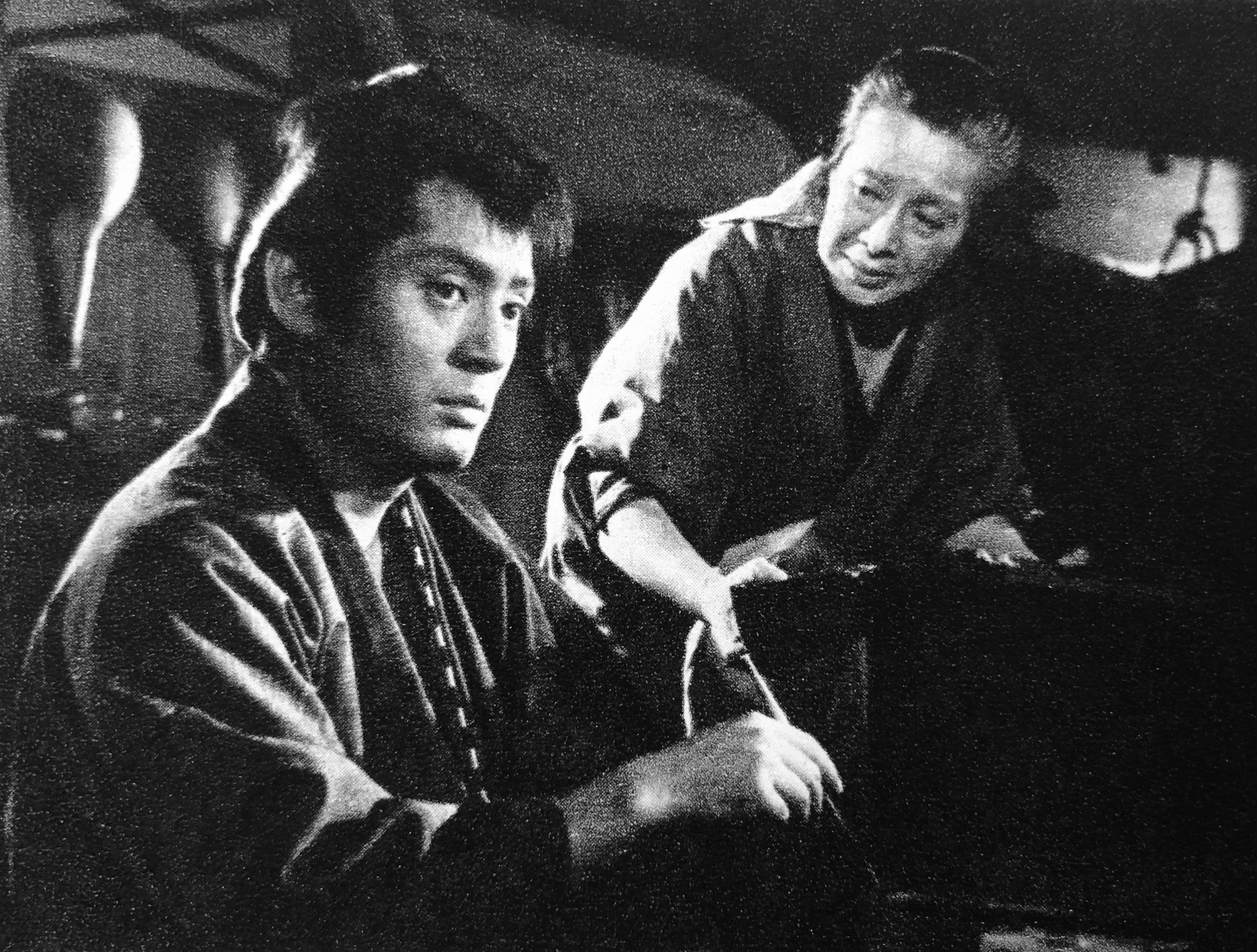
仲代達也

- 仲代達矢 : 初雁の千太郎
- 桜町弘子 : おいね
- 内田朝雄 : 麹屋金兵衛
- 尾形伸之介 :大戸の鬼三郎
- 田中邦衛 : 鮒七
- 兼田好三 : とんび松
- 大城泰 : 河童安
- 泉好太郎 : 牛太
- 藤本春夫 : 亀蔵
- 脇中昭夫 : 猪之助
- 神木真寿雄 : 卯吉
- 富永佳代子 : おたみ
- 東龍子 : おせき
- 西崎さかえ : おぶん
- 井瀬昌枝 : お巻
- 塩野崎貞子 : おとせ
- 中山栄子 : おきら
- 和田垣佐智子 : おまん
- 水野浩 : 与平
- 浪花千栄子 : おしげ
- 丸平峰子 : おかん
- 中村錦司 : 高田孫兵衛
- 津田健二 : 息栖の庄八
- 高松錦之助 : 親分
- 矢奈木邦二郎 : 親分
- 浪花五郎 : 親分
- 晴賀俊介 : 親分
- 堀広太郎 : 商人
- 佐々木松之丞 : 商人
- 大東俊治 : 商人
- 源八郎 : 村人

### 冬の章
- 松方弘樹 : 源太
- 藤純子 : みよこ
- 団徳麿 : 牛右衛門
- 片岡半蔵 : 六兵衛
- 平沼彰 : 五助
- 五里兵太郎 : 多吉
- 松浦豊 : 幼い源太
- 有川正治 : 徳丸一家の乾分
- 木谷邦臣 : 徳丸一家の乾分
- 志村喬(東宝) : 掛川の文造